# Sylvia Braverman
Sylvia Braverman (14 de março de 1918 - 2013) foi uma artista americana conhecida pelos seus desenhos e pinturas.
O seu trabalho está incluído nas colecções do Museu de Arte de Seattle, da Academia de Belas Artes e do Museu de Arte da Universidade de Princeton.
Mais tarde, morou e trabalhou em Vence, França, onde viria a falecer em 2013 com a idade de 95 anos.